# نبانیتسه
نبانیتسه (به چکی: Nebanice) یک منطقهٔ مسکونی در جمهوری چک است که در ناحیه خب واقع شده‌است. نبانیتسه ۹٫۳۸ کیلومتر مربع مساحت و ۳۴۸ نفر جمعیت دارد و ۴۲۳ متر بالاتر از سطح دریا واقع شده‌است.